# Retrogradació (música)
La retrogradació -igual que la inversió- és una tècnica de composició musical que permet crear una melodia derivant-la d'una altra, i que consisteix a llegir-la o interpretar-la en ordre invers, des del final fins al començament. L'aplicació d'aquesta tècnica és especialment important en el contrapunt, quan es fan sonar ambdues melodies -l'original i la seva retrogradació- combinades, ja sigui en un cànon, en una fuga o en alguns altres tipus de composició polifònica imitativa, perquè s'entén que la retrogradació és una imitació de la melodia original, malgrat que molt sovint l'orella no ho capti així, fet que li dona un valor afegit.
Aquesta tècnica va ser especialment emprada en l'època de màxima esplendor del contrapunt, i sobretot pels compositors que mostraren més mestratge i voluntat contrapuntisitca, entre els segles xv i xviii, i va ser recuperada l'any 1923 per Arnold Schönberg en el seu mètode de composició anomenat dodecafonisme com una tècnica molt més essencial i important del que ho havia estat en el contrapunt clàssic.
A continuació hi ha una sèrie dodecafònica:
I aquesta és la seva retrogradació (la sèrie anterior, llegida des del final)